# Klejdyty

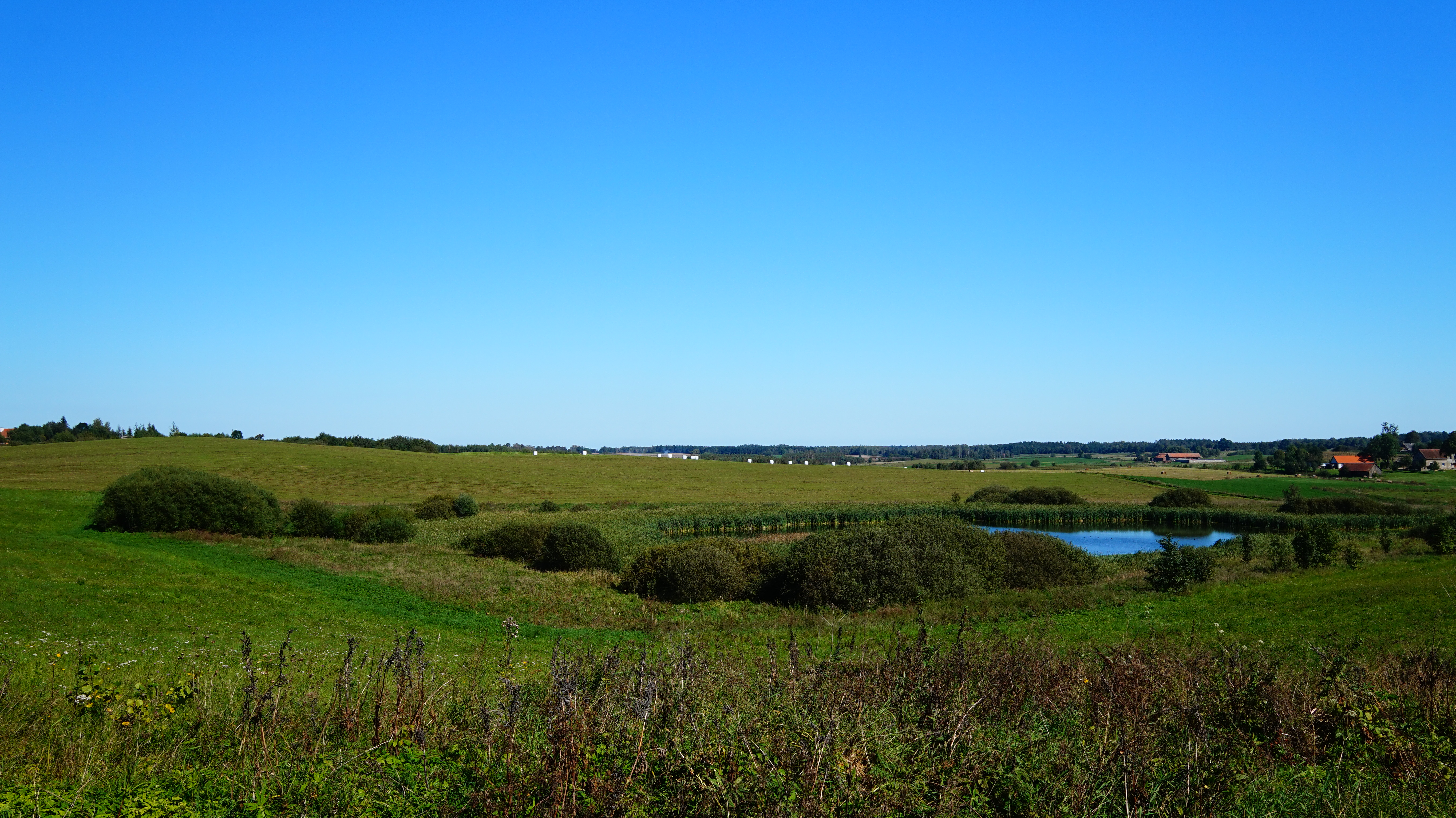
Landschaft um Klejdyty

Klejdyty (deutsch Kleiditten) ist ein Dorf in der polnischen Woiwodschaft Ermland-Masuren. Es gehört zur Gmina Kiwity (Landgemeinde Kiwitten) im Powiat Lidzbarski (Kreis Heilsberg).

## Geographische Lage
Klejdyty liegt im nördlichen Westen der Woiwodschaft Ermland-Masuren, acht Kilometer östlich der Kreisstadt Lidzbark Warmiński (Heilsberg).

## Geschichte
Das einstige Kleiditten bestand aus weit verstreut liegenden kleinen Höfen. Als eine Landgemeinde wurde das Dorf 1874 in den neu errichteten Amtsbezirk Kiwitten (polnisch Kiwity) aufgenommen, der zum ostpreußischen Kreis Heilsberg, Regierungsbezirk Königsberg, gehörte.
127 Menschen wohnten im Jahre 1910 in Kleiditten. Ihre Zahl stieg bis 1933 auf 145 und belief sich 1939 auf 132.
Im Jahre 1945 wurde das gesamte südliche Ostpreußen in Kriegsfolge an Polen abgetreten. In diesem Zusammenhang erhielt Kleiditten die polnische Namensform „Klejdyty“. Heute ist das Dorf eine Ortschaft im Verbund der Gmina Kiwity (Landgemeinde Kiwitten) im Powiat Lidzbarski (Kreis Heilsberg), von 1975 bis 1998 der Woiwodschaft Olsztyn, seither der Woiwodschaft Ermland-Masuren zugehörig. 127 Einwohner zählte Klejdyty im Jahre 2021.

## Religion

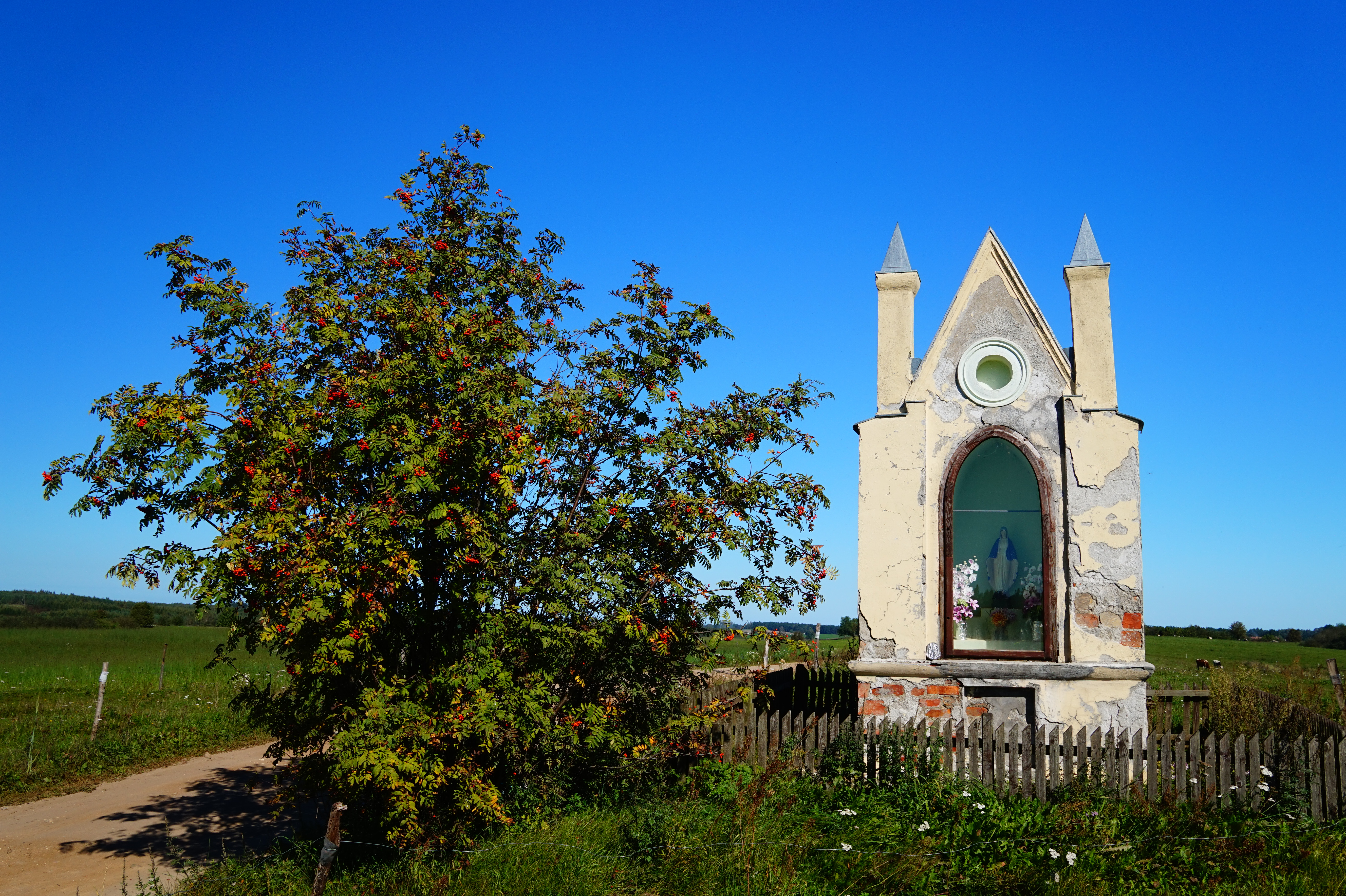
Bildstock in Klejdyty

Klejdyty gehört heute wie bereits Kleiditten bis 1945 zur römisch-katholischen Pfarrei Kiwity (Kiwitten), die heute im Dekanat Lidzbark Warmiński des Erzbistums Ermland liegt.
Bis 1945 war Kleiditten auch in die evangelische Kirche Heilsberg in der Kirchenprovinz Ostpreußen der Kirche der Altpreußischen Union eingepfarrt. Heute ist Klejdyty der Diözese Masuren der Evangelisch-Augsburgischen Kirche in Polen zugeordnet.

## Verkehr
Klejdyty liegt an einer Nebenstraße, die in Kiwity von der Woiwodschaftsstraße 513 abzweigt und über Napraty (Napratten) bis nach Kotowo (Katzen) führt.
Eine Bahnanbindung besteht für Klejdyty nicht mehr. Von 1905 bis 1945 war „Kerwienen-Springborn“ die nächste Bahnstation. Sie lag an der Bahnstrecke Schlobitten–Wormditt–Heilsberg–Bischdorf–Angerburg, die heute nicht mehr besteht.

## Persönlichkeiten
- Hubert Teschner (1894 in Kleiditten; † 1969), deutscher Politiker (Zentrum, CDU)